# Domsjö
Domsjö är en gammal by i Själevads socken i Örnsköldsviks kommun och ett bostadsområde i Örnsköldsviks tätort. Domsjö ligger på södra sidan av Örnsköldsviksfjärden alldeles utanför Moälvens utlopp. 

## Historia

### Domsjö by
Domsjös västra gräns mot Gene följer den dalgång som omkring år 0 var ett sund mellan Bäckfjärden och Örnsköldsviksfjärden (nuvarande Gränsvägen). I söder gränsar Domsjö mot Dal. I öster sträcker sig byn ut på Nötbolandet där Norrvåge tar vid ungefär vid Dekarsögrundet. Vid mitten av 1800-talet bestod den av sex hemman.

### Domsjö lastageplats och sågverk
Vid Domsjöhällan anlades i slutet av 1700-talet en lastageplats på arrenderad mark för att ta emot det virke som sågades i Mo längre in i landet och flottades dit på Moälven. Vid lastageplatsen togs virket upp, tvättades och torkades.
År 1836 blev J.C. Kempe ensam ägare till Mo sågverk. Två år senare förvärvade han ett av de sex hemmanen i Domsjö och blev därmed ägare även till lastageplatsen. År 1866 anlade Kempe en två ramars ångsåg öster om lastageplatsen och köpte i samband med detta in ytterligare mark. Vattensågen i Mo och ångsågen i Domsjö var de viktigaste delarna av J.C. Kempes verksamhet, och när ett aktiebolag bildades av Kempes arvingar fick det heta Mo och Domsjö AB.
Med tiden förvärvades även de övriga hemmanen i Domsjö by av Mo och Domsjö AB och området blev starkt präglat av industrin.
Domsjö sågverk ägs sedan 2001 av Höglandssågen.
Domsjö Fabriker på andra sidan Moälvens utlopp byggdes av Mo och Domsjö AB och fick därigenom sitt namn, men fabriken ligger inte i Domsjö utan i Alfredshem.

### Befolkningsutveckling
| Befolkningsutvecklingen i Domsjö 1900–1900 | Befolkningsutvecklingen i Domsjö 1900–1900 | Befolkningsutvecklingen i Domsjö 1900–1900 | Befolkningsutvecklingen i Domsjö 1900–1900 | Befolkningsutvecklingen i Domsjö 1900–1900 |
| ------------------------------------------ | ------------------------------------------ | ------------------------------------------ | ------------------------------------------ | ------------------------------------------ |
|                                            |                                            |                                            |                                            |                                            |
| År                                         |                                            |                                            | Folkmängd                                  |                                            |
| 1900                                       | 1900                                       |                                            | 1 379                                      | †                                          |
| † Som köpingsliknande samhälle 1900.       |                                            |                                            |                                            |                                            |

## Kända personer från Domsjö
- Peter Forsberg, idrottsman
- Niklas Sundström, idrottsman
- Jessica Wetterstrand Sjöberg, sångerska

## Postorten Domsjö
Postnumren 892 30–892 51 har postort Domsjö. Detta omfattar även flera omgivande bostadsområden, bland annat Gene, Sund, Svedjeholmen och Hörnett.